# 2020年以降の経済財政構想小委員会
2020年以降の経済財政構想小委員会（2020ねんいこうのけいざいざいせいこうそうしょういいんかい）は、多様な生き方・働き方の観点から、自助の支援を基本とした社会保障制度改革などを提言している、自民党の若手議員を中心に構成された、財政再建特命委員会傘下の小委員会である。本項では後に発足した「人生100年時代の制度設計特命委員会」についても扱う。

## 概要
2015年12月、政府の2015年度補正予算案に、低所得の高齢者に一人あたり3万円を支給する臨時給付金が計上されたことについて、少子化対策が大事と言いながら高齢者向けの政策が優遇されすぎではないかと小泉進次郎、村井英樹、小林史明ら若手議員から指摘が相次いだのがきっかけとなり、翌年の2月、小泉を中心として発足した。自民党、公明党、旧民主党の三党合意で取り決められた、「社会保障と税の一体改革」の改革工程表は2020年までだが、この小委ではその先の2020年以降を見据えた、人口減少や高齢化に対応する社会像や、年金や医療介護などの社会保障制度改革の提言を行っている。
党内の政策の立案などを行う部会は、農業なら農林部会、厚生労働なら厚労部会など、それぞれ専門化しているが、この小委では、まずはどういう社会像を示すかという総論から入り、メンバーでビジョンの共有をおこなった後で各論に入っている。また、ほとんどの会議では、会議の資料説明に時間をとられ、議論する時間が短くなりがちだが、事前に資料を読んできてもらうことで、すぐに議論を始めることができて、効率的であるとメンバーは語っている。小泉は提言を通じて、将来の社会保障について国民全体で考えるきっかけを作っていきたいと述べている。
2017年4月、小委の提案の具体的な検討に向けて、「人生100年時代の制度設計特命委員会」が発足した。委員長は茂木敏充政調会長。

## 提言内容

### レールからの解放

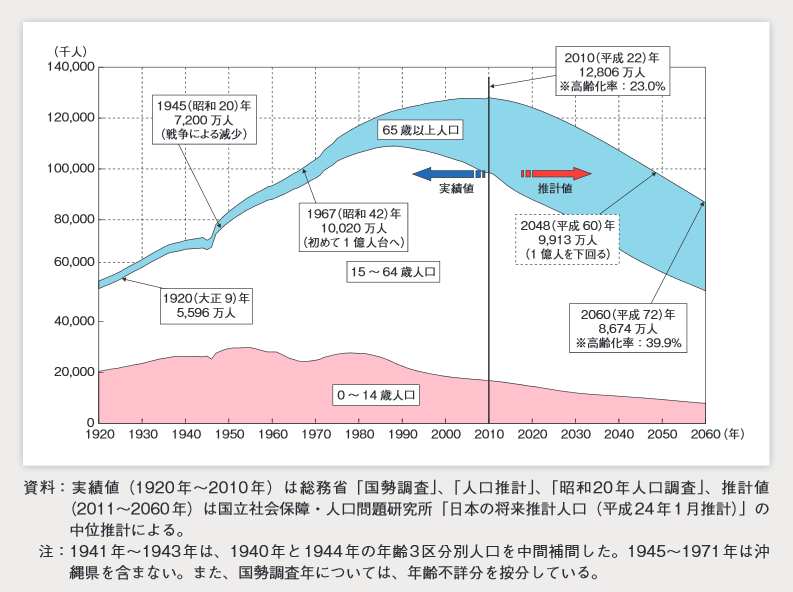
日本の人口構造の推移と見通し。全体の人口減少と同時に65歳以上の人口（青）の割合が上昇する。

2016年4月、将来の社会像「レールからの解放」を発表。戦後の経済成長を支えた、「20年学び、40年働き、20年老後を過ごす」といった新卒一括採用や終身雇用による生活保障や、それに基いて設計された国民皆保険・皆年金などの画一的な日本型経済モデルを「第一創業期」と位置づけ、それらが加速度的に進む人口減少と高齢化の中では通用しないとし、これからの人口減少や高齢化を逆に強みに変える新しい経済社会像、「第二創業期」が必要と主張。「第二創業期」では、人工知能やロボットなどの革新的な技術を経済成長に活用、また、65歳を超えても働く意欲のある高齢者や、仕事と子育てを両立する女性、転職や学び直しなど、年齢や性別等に関係なく、それぞれの価値観とタイミングで自分の人生を選択できる社会を創造。加えて、現在の日本の社会保障は高齢者に給付が中心で、負担は現役世代がしているが、高齢化が進むと更に偏りが大きくなるとして、年齢ではなく、所得や資産に応じた「全世代型」の給付・負担で、社会保障の基本である、本当に助けが必要な人を社会全体が支える仕組みに転換すべきであるとの総論をまとめた。

### 厚生労働省再編案
同年5月、厚労省の予算規模が国債費を除く一般会計支出の4割以上を占め、また、国会での厚労大臣の答弁回数や、厚労委員会での審議時間も、ほかと比べて突出して多いなど、業務の肥大化が顕著である点を挙げ、そして厚労省の業務が、例えばアメリカでは社会保障・年金・労働政策の3つの省庁に分類されているなどの諸外国の事例を参考に、今後の社会の構造変化に対応するためとして厚労省の再編案を示した。案では2～3の分割・新省設置や2大臣制の検討を提示。

### 人生100年時代の社会保障へ
同年10月、「レールからの解放」を具体化した提言を発表。
第二創業期のセーフティネット（勤労者皆社会保険制度の創設）今の企業の厚生年金や健康保険は正社員に主眼が置かれており、一定の所得や労働時間に満たないと加入できない。これを週20時間以上働く人であれば、正規・非正規に関係なく社会保険に加入できるようにする。企業側には社会保険料の事業主負担を維持するが、働く方の低所得者には保険料を免除・軽減。あわせて解雇規制の見直しや、大学などでの学び直し・再就職支援の拡充を行う。こうした改革によって、一時的には労働コストの拡大などの痛みが伴うが、保険料の免除・軽減で手取り所得が増え、将来受け取る年金額も充実し、若者の将来不安の解消が期待される。また、現在、若者の半数近くが国民年金保険料を支払っていない状況では、将来、無年金・低年金の高齢者が増えて、生活保護費が激増する恐れがあるが、そうした問題も解決され、これからの時代に対応した、より自由に転職・兼業・副業がしやすい、企業も働く側も選びやすい労働市場が形成されるとしている。
人生100年型年金（年金受給開始年齢の柔軟化）今の年金制度では、厚生年金の保険料を納付できるのは69歳まで、受給開始の繰り下げも70歳までで、また、年金を受給しながら働くと、年金が減額される仕組み（在職老齢年金）となっているが、それらが働く意志も能力もある高齢者の就労を妨げてしまう恐れがあるとして、年金保険料を70歳を超えても納付可能化や、年金受給開始年齢（現行60～70歳）のより一層の柔軟化、在職老齢年金の見直し。
健康ゴールド免許（自助を促す自己負担割合の設定）高齢化社会の進展に加え、医療技術の更なる高度化は医療介護費の増加となる。そして、医療介護費の多くを占める、生活習慣病・がん・認知症といった病気は、普段から健康管理に気を配れば予防や進行の抑制ができるものも多い。しかし、現行制度では健康管理をしっかりやってきた人も、そうでない人も、保険料の自己負担は同じである。これでは健康管理を促す動機付けが十分とは言えないとして、運転免許証のゴールド免許のように、健康管理に努力すれば保険料の自己負担を低くする「健康ゴールド免許」の導入。また、現行制度では自助で対応できる軽微のリスクも、大きな疾病リスクも同じような負担だが、かぜ薬やうがい薬、湿布薬などの市販品類似薬（医師の処方がなくても、薬局などで購入できる医薬品）での軽微のリスク対応には公的保険の適用範囲の見直し。ただし、健康管理などで対応できない人には、きめ細やかな対応が必要ともしている。

### こども保険
2017年3月発表。待機児童問題や金銭的な理由で、幼児教育・保育を受けられないという不安から子どもを持たないという選択をするなど、少子化で社会保障の将来的な担い手が減ることは、社会保障制度の持続可能性を脅かす恐れがあり、日本社会にとって大きな損失である。そうした問題を社会全体のリスクと捉え、「全世代型社会保険」の第一歩として、子どもが必要な保育・教育などを受けられないリスクを社会全体で支える「こども保険」の創設。具体的には、年金、医療、介護、雇用の社会保険料（2017年度の勤労者・事業主負担は共に15.275%）に加え、当初は勤労者と事業者のそれぞれから保険料率0.1%（年収400万の世帯だと月240円程度の負担）で約3400億円の財源を確保し、月5000円の児童手当の加算やバウチャーの配布などで幼児教育・保育の負担軽減や、保育所等の受け皿拡大で待機児童ゼロの実現。将来的には0.5%（年収400万の世帯だと月1200円程度の負担）に拡大で約1.7兆円の財源を確保し、月25000円の児童手当の加算やバウチャーの配布などで幼児教育・保育の実質無償化を目指すとしている。加えて、「こども保険」の導入をきっかけに、社会保険全体について横断的に議論する枠組みを設定し、医療介護の給付改革と、こどものための財源確保を同時に進め、全世代型社会保障への移行。また、省庁再編案として、現状では少子化対策は内閣府、保育園は厚労省、幼稚園は文科省と担当官庁が分かれているが、そうした政策を一元的に扱う、「子ども・子育て省」の創設。

## 評価・論点
人生100年型年金
- 日本老年学会は「高齢者」の定義を、現在の65歳以上から75歳以上に引き上げ、65歳から74歳までの人については「准高齢者」と位置づけて、健康な場合は就労やボランティア活動の後押しなどの社会参加を推進すべきだとする提言をまとめた。提言の背景には、高齢者の定義ができた1956年当時の日本人の平均寿命は男性が63.59歳、女性が67.54歳であったが、2015年は男性が80.79歳、女性が87.05歳と平均寿命が伸び、さらに、介護の必要もなく、健康的に生活できる「健康寿命」も平均で男性が71.19歳、女性が74.21歳と、70歳を上回ったことが挙げられている。一方で、年金の支給年齢の引き上げなどについては慎重な議論を求めている[22]。

健康ゴールド免許
- 健康診断を受けるだけで自己負担や保険料を減免だと、実際に医療費が減るとは限らないとして、まずはどうすれば効果的に健康管理ができるかエビデンスの蓄積が必要。また、一定期間、病院で受診しなければ減免するという方式だと、過度の受診抑制が起こる恐れもある[23]。
- 運動や検診などを行った人に、商品券などと交換できるポイントが受け取れる「健康ポイント制度」を複数の自治体で導入したところ、40代以上の1年間の医療費が参加しなかった人と比べ、一人あたり4万3000円以下になり、医療費抑制の効果が実証された[24]。
- 産まれた環境や労働環境などの社会の状態が、健康にどのような影響を与えるのかを検証する、社会疫学[25]の観点からみると、低所得の家庭で多くみられる、低体重で産まれた人は、64歳の時点で糖尿病になる割合が通常の人と比べ5倍以上になるとの報告や、職場のストレスの有無でメタボリックシンドロームになる割合は2.5倍となるなど、健康格差には社会の環境が要因となる場合もあり、健康管理だけではなく、貧富の格差の縮小や、社会環境を改善したりする政策が必要[26]。

こども保険
（※入れ子はメンバーによる回答）
- 子どものいない世帯にとっては、保険料を払うメリットがなく、負担だけが増えることになるので不公平[27][28][29]。
  - 今の社会保障は現役世代が保険料を支払い、高齢者を支える仕組みだが、このまま少子化が進行して担い手が減少すれば、社会保障全体の持続可能性が失われかねない。少子化が改善されれば、経済・財政や社会保障の持続可能性が高まり、就学前の子どもがいない世帯にとっても間接的な利益がある。「社会全体で子育てを支える」ということが必要[29][30][31]。
- 「全世代型社会保障」といいながら、高齢者から保険料を徴収しないのは疑問[27][32]。
  - 受益者負担の原則から受益の少ない高齢者には負担を求めていない。その代わり、医療・介護の給付改革で負担の伸びを抑制することによって、間接的な意味での負担になり、公平な負担に繋がる[33][30]。
- 少子化対策として消費増税や国債発行といった他の手段もあるが、保険料収入という形は適切なのか[34][28][29]。
  - 消費増税については8%から10%の引き上げ分は、すでに使い道が決まっており、新たな財源を確保するにはさらなる議論・時間が必要で、子育て支援を急ぐためには得策ではない。国債発行では将来世代への負担の先送りである[35][27]

。

## メンバー
- 2020年以降の経済財政構想小委員会（2016年10月現在[37]）
  - 顧問 - 園田博之
  - 委員長 - 橘慶一郎
  - 委員長代行 - 小泉進次郎
  - 事務局長 - 村井英樹
  - 事務局次長 - 小林史明、山下雄平、大沼みずほ、吉川ゆうみ
  - 委員 - 穴見陽一、安藤裕、大岡敏孝、大野敬太郎、加藤鮎子、白須賀貴樹、鈴木馨祐、鈴木憲和、田畑裕明、福田達夫、牧島かれん、牧原秀樹、佐藤啓、中泉松司
  - オブザーバー - 藤沢烈、石川善樹、柳川範之、松尾豊
  - これまでの講師 - 松尾豊、小林りん、柳川範之、大屋雄裕、村井純、伊佐山元、大久保幸夫、山田邦雄、山口揚平、駒崎弘樹、鈴木準、土居丈朗、清家篤、中嶋邦夫、大竹文雄、山本雄士

- 人生100年時代の制度設計特命委員会（2017年4月現在[2]）
  - 委員長 - 茂木敏充
  - 顧問 - 園田博之、塩谷立、林芳正
  - 副委員長 - 石田真敏、後藤田正純、河野太郎、柴山昌彦、田村憲久、三ツ矢憲生、有村治子、長谷川岳、福岡資麿
  - 幹事長 - 後藤茂之
  - 幹事 - 木原誠二、白須賀貴樹、鈴木馨祐、鈴木隼人、福田達夫、山下貴司、大沼みずほ、佐藤啓、滝波宏文、吉川ゆうみ
  - 事務局長 - 小泉進次郎
  - 事務局長代理 - 村井英樹、小林史明、山下雄平